# ファファード&グレイ・マウザー
ファファード＆グレイ・マウザー (Fafhrd and the Gray Mouser) シリーズは、アメリカの作家フリッツ・ライバー（およびハリー・オットー・フィッシャー）によるヒロイック・ファンタジー小説の連作である。ファファードとグレイ・マウザーの二人は、ライバーのおそらく最も有名なこの物語の主人公である。
最初の物語は1939年に「アンノウン」誌に掲載され、最後の物語は The Knight and Knave of Swords に収められ1988年に出版された。フィッシャーが書いた『クォーモールの王族』の約10,000語を除き、物語はすべてライバーが書いている。物語の形式や雰囲気は変化に富んでいるが、ほぼすべての物語でしばしば陰鬱なユーモアのセンスが見られ、その範囲は鋭い人間観察によるものからモンティ・パイソンにまでおよんでいる。傑作との評価も高い短編『ランクマーの夏枯れ時』では、ファルス（笑劇）と風刺を見事に融合させている。初期の作品はクラーク・アシュトン・スミスやロバート・E・ハワードの影響を受けている。

## キャラクターと舞台
ライバーの当初の目標は、ハワードの蛮人コナンやエドガー・ライス・バローズのターザンよりも実際の人間に近いヒーローを生み出すことだった。
ファファードは長身の北国の蛮族である。出身は氷雪に閉ざされた女系部族で、彼は「文明」にあこがれてそこを出奔した。“灰色杖”と名づけた長剣を使い、音楽の才能も豊富である。
マウザー（グレイ・マウザー、灰色猫の意味）は小柄で機知に富んだ盗賊である。“手術刀”と名づけた細身の長剣と“猫の爪”と名づけた短剣を愛用する。魔法使いの弟子であったこともあり、魔法というものをこよなく愛するが、魔法使いとしての腕はあまり良くない。
ファファードとグレイ・マウザーは、 二人とも徹頭徹尾、悪党である。しかし、彼らのいる世界・ネーウォンは、生き延びるためには誰でもならず者にならなければならない、退廃的な世界なのである。彼らは暴飲暴食、女遊び、喧嘩、盗み、ギャンブルに多くの時間を費やし、雇い主を慎重に選ぶことは滅多にない。しかし、彼らは本当に冒険好きな、人間味があるキャラクターである。
その他の主要な登場人物で、ファファードとグレイ・マウザーに影響力を持つ（あるいは、厄介事をもたらす）のは、時には彼らの助言者ともなるが、ほとんどの場合には彼らを僕としてこき使う二人の魔法使い、〈七つの目のニンゴブル〉と〈目なき顔のシールバ〉である。
この二人に導かれ（あるいは強いられ）て、ファファードとグレイ・マウザーはネーウォン世界のみならず、我々の世界までも股にかけた、興味深くも危険な冒険におもむくのである。
物語の背景となるのはネーウォン（Nehwon、“何時でもない”を意味するNowhenを逆にした語）という神秘的な世界で、最大の都市であるランクマーとその周辺が舞台になることが多い。
ちなみにテリー・プラチェットのユーモアファンタジー小説『ディスクワールド騒動記1』（原題：The Colour of Magic）に登場する都市、アンク・モルポークはランクマーのパロディでもあり、ファファードとグレイ・マウザーは、ブラヴドと〈イタチ〉として登場する。

## 作品リスト
「ファファード＆グレイ・マウザー」シリーズ（Swords シリーズ）は、以下のとおり。日本語訳は東京創元社（創元推理文庫）から出版されている。訳者は浅倉久志。
1. 『魔の都の二剣士』 (Swords and Deviltry) ：短編集、1970年（邦訳、1977大谷圭二名義、2004年浅倉久志名義改訳版） ISBN 978-4488625085
  1. 『雪の女』 (Snow Women) ：1970年、ファンタスティック誌
  2. 『灰色の魔術』 (Unholy Grail) ：1962年、ファンタスティック誌
  3. 『凶運の都ランクマー』 (Ill Met in Lankhmar) ：1970年、F&SF誌。ファファードとグレイ・マウザーの出会いの物語。ネビュラ賞、ヒューゴー賞受賞
2. 『死神と二剣士』 (Swords Against Death) ：短編集、1970年。1957年の Two Sought Adventure の改訂版（邦訳、1978大谷圭二名義、2004年浅倉久志名義改訳版） ISBN 978-4488625092
  1. 『円環の呪い』 (The Circle Curse) ：1970年、書き下ろし
  2. 『森の中の宝石』 (The Jeweles in the Forest) ：1939年、アンノウン誌、"Two Sought Adventure" を改題
  3. 『盗賊の館』 (Thieve's House) ：1943年、アンノウン誌
  4. 『凄涼の岸』 (The Bleak Shore) ：1940年、アンノウン誌
  5. 『泣き叫ぶ塔』 (The Howling Tower) ：1941年、アンノウン誌
  6. 『沈める国』 (The Sunken Land) ：1942年、アンノウン誌
  7. 『七人の黒い僧侶』 (The Seven Black Priests) ：1953年、アザー・ワールズ誌
  8. 『夜の鉤爪』 (Claws from the Night) ：1940年、サスペンス誌、"Dark Vengeance" を改題
  9. 『痛みどめの代価』 (The Price of Pain-Ease) ：1970年、書き下ろし
  10. 『珍異の市』 (Bazaar of the Bizarre) ：1963年、ファンタスティック誌
3. 『霧の中の二剣士』 (Swords in the Mist) ：短編集、1968年（邦訳、1982大谷圭二名義、2005年浅倉久志名義改訳版） ISBN 978-4488625108
  1. 『憎しみの雲』 (The Cloud of Hate) ：1963年、ファンタスティック誌
  2. 『ランクマーの夏枯れ時』 (Lean Times in Lankhmar) ：1959年、ファンタスティック誌
  3. 『海こそ恋人』 (Their Mistress, the Sea) ：1968年、書き下ろし
  4. 『海王の留守に』 (When the Sea-King's Away) ：1960年、ファンタスティック誌
  5. 『間違った枝道』 (The Wrong Branch) ：1968年、書き下ろし
  6. 『魔道士の仕掛け』 (Adept's Gambit) ：1947年、ライバーの短編集 Night's Black Agents
4. 『妖魔と二剣士』 (Swords Against Wizardry) ：短編集、1968年（邦訳、2005年浅倉久志） ISBN 978-4488625115
  1. 『魔女の天幕』 (In the Witch's Tent) ：1968年、書き下ろし
  2. 『星々の船』 (Stardock) ：1965年、ファンタスティック誌
  3. 『ランクマー最高の二人の盗賊』 (The Two Best Thieves in Lankhmar) ：1968年、ファンタスティック誌
  4. 『クォーモールの王族』 (The Lords of Quarmall) ：1964年、ファンタスティック誌。フィッシャーと共著
5. 『ランクマーの二剣士』 (The Swords of Lankhmar) ：長編、1968年、前半部は Scylla’s Daughter として1961年ファンタスティック誌に掲載（邦訳、2005年浅倉久志） ISBN 978-4488625122
6. Swords and Ice Magic ：短編集、1977年
  1. "The Sadness of the Executioner" ：1973年、リン・カーター編 Flashing Swords! #1
  2. "Beauty and the Beasts" ：1974年、The Book of Fritz Leiber
  3. "Trapped in the Shadowland" ：1973年、ファンタスティック誌
  4. "The Bait" ：1973年、ウィスパーズ誌
  5. "Under the Thumbs of the Gods" ：1975年、ファンタスティック誌
  6. "Trapped in the Sea of Stars" ：1975年、The Second Book of Fritz Leiber
  7. "The Frost Monstreme" ：1976年、リン・カーター編 Flashing Swords! #3
  8. Rime Isle ：1977年、コスモスSF&F誌
7. The Knight and Knave of Swords ：短編集、1988年
  1. "Sea Magic" ：1977年、ドラゴン誌
  2. "The Mer She" ：1983年、Heroes and Horrors
  3. The Curse of the Smalls and the Stars ：1983年、Heroic Visions
  4. The Mouser Goes Below ：1988年、書き下ろし：一部 "The Mouser Goes Below"（1987年、ウィスパーズ誌）および "Slack Lankhmar Afternoon Featuring Hisvet"（1988年、 ベス・ミーチャム編 Terry’s Universe）として初出

また、ロビン・ウェイン・ベイリーがシリーズの続編を書いている。
1. Swords Against the Shadowland ：1998年